# Herb Głębokiego
Herb Głębokiego (biał. Герб Глыбокага) – herb miasta Głębokie i Rejonu Głębockiego na Białorusi. Autorem herbu jest M. M. Jelinska. Artysta - A. W. Lewczik.

## Historia
Herb Głębokiego został zatwierdzony decyzją Komitetu Wykonawczego Rejonu Głębockiego z dnia 16 kwietnia 2003 r. Herb miasta został zatwierdzony dekretem Prezydenta Republiki Białorusi nr 36 z dnia 20 stycznia 2006 roku i w dniu 6 lutego 2006 r. zarejestrowany w Państwowym Rejestrze Heraldycznym Republiki Białorusi.

## Opis
Herbem Głębokiego jest wizerunek w srebrnym polu tarczy hiszpańskiej, błękitna ściana z trzema zębami, na której znajdują się dwie skrzyżowane srebrne szable ze złotymi rękojeściami i trzy złote monety.
W dniu 21 sierpnia 2012 r. Ministerstwo Komunikacji i Informatyzacji Republiki Białorusi wydało znaczek pocztowy „Herb Głębokiego” z serii „Herby miast Białorusi”.

## Stosowanie
Herb miasta Głębokie jest własnością rejonu Głębockiego, a prawo do dysponowania nim należy do Komitetu Wykonawczego Rejonu Głębockiego. Wizerunek herbu miasta Głębokie jest umieszczony na budynkach, w których znajdują się organy samorządu terytorialnego miasta Głębokie i rejonu Głębockiego, a także w salach posiedzeń tych organów i w gabinetach ich przewodniczących. Wizerunek herbu miasta Głębokie można umieścić w tych miejscach miasta i rejonu, w których zgodnie z białoruskim ustawodawstwem umieszczony jest wizerunek godła państwowego Republiki Białorusi. Wizerunek herbu miasta Głębokie może być również wykorzystywany podczas świąt państwowych i uroczystości organizowanych przez organy państwowe i inne organizacje, świąt ludowych, pracowniczych, rodzinnych oraz imprez poświęconych historycznym wydarzeniom. Prawo do używania wizerunku herbu miasta Głębokie w innych przypadkach może być przyznane decyzją Komitetu Wykonawczego Rejonu Głębockiego.

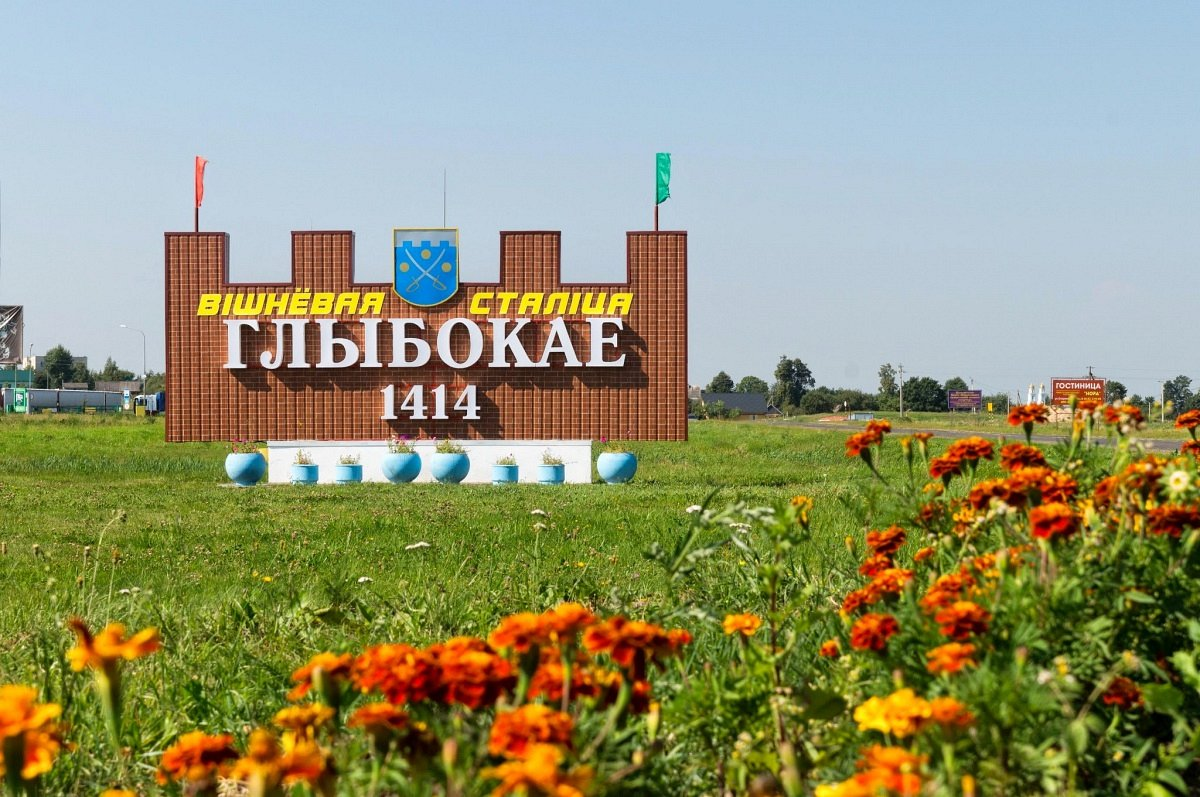
Herb na witaczu przy wjeździe do miasta

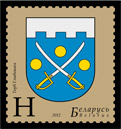
Białoruski znaczek pocztowy z 2012 roku